# Augièr Galhard

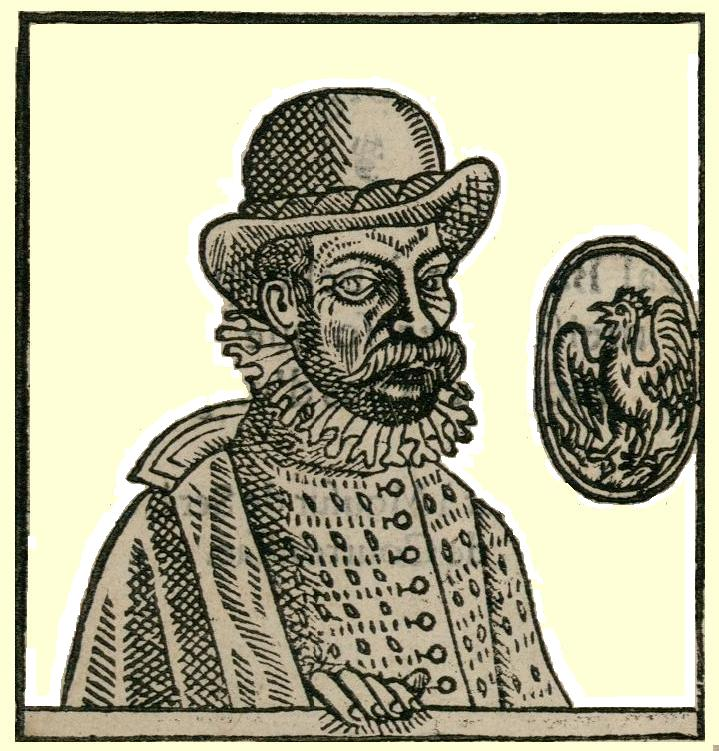

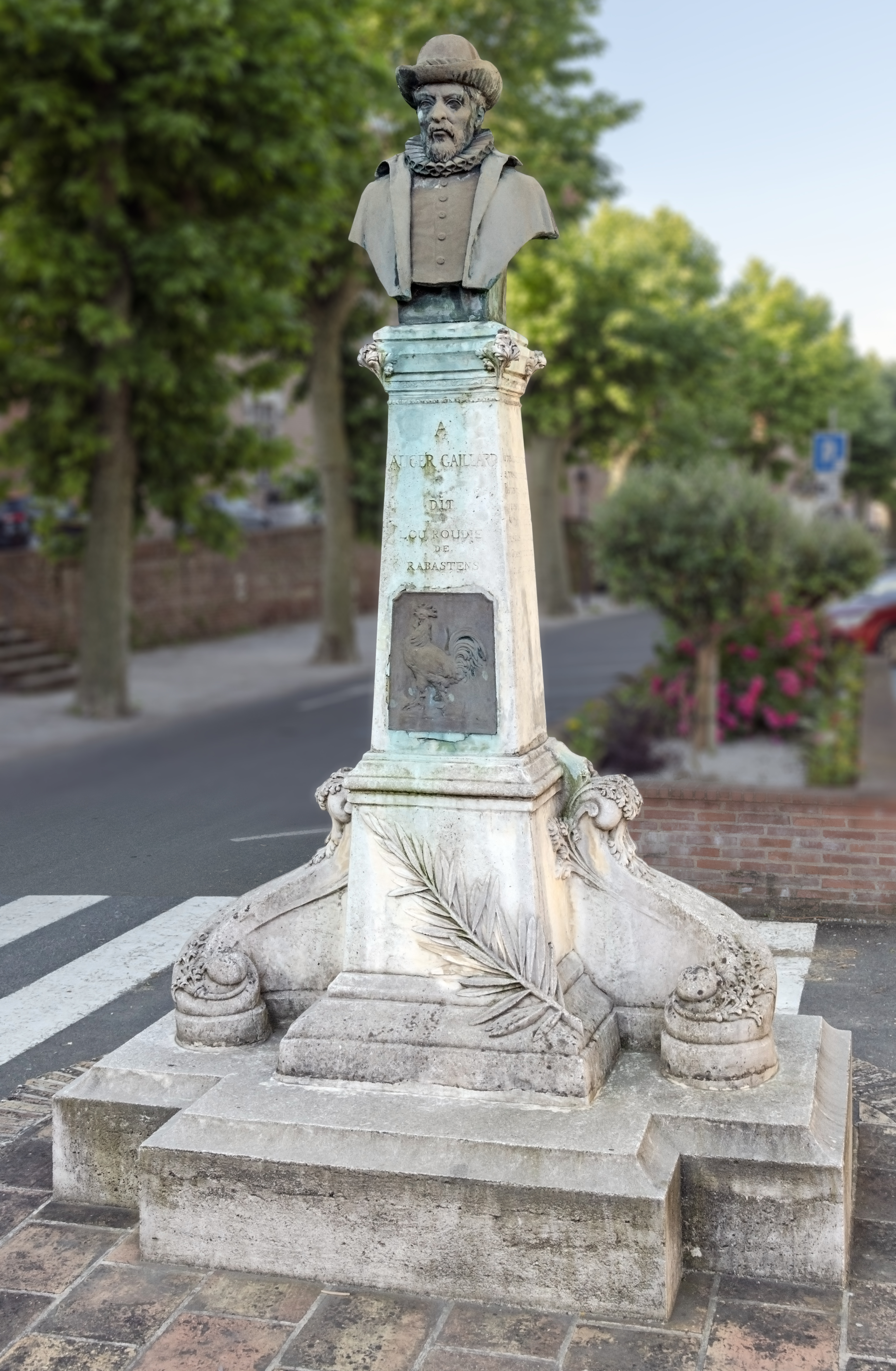
Monumento a Auger Galhard en Rabastens

Augièr Galhard (Rabastens, 1540 - Bearne, 1593) fue un escritor de lengua occitana del siglo XVI originario de Lenguadoc. 
Era carpintero de carros (por ello, lo apodaron Lo Rodièr de Rabastens, es decir el "carpintero" de Rabastens). Hugonote, se enroló en el ejército protestante durante las Guerras de Religión. También tocaba el ravel y vivió así de las armas, de la música y de su pluma.
Al final de su vida, se refugió en Bearne (recomendado por su amigo, el escritor Salluste du Bartas, sede por ese entonces de la corte protestante de los Reyes Borbones de Navarra con una pensión de la regente Catalina de Borbón.
Se recuerdan tres obras en occitano de Augièr :
- Las Obras (Las Obros en la grafía original) imprimidas en 1579 y al rpincipio prohibidas.
- Lo libre gràs (Lou libre gras) de 1581 también prohibido por obscenidad y desde entonces desaprecido.
- Lo banquet (Lou banquet)

### Críticas
- Noulet, Jean-Baptiste. Essai sur l'histoire littéraire des patois du Midi. París : Técherner, 1859.
- Anatole, Christian. Lafont, Robert. Nouvelle histoire de la littérature occitane. París : PUF, 1970.